# Chalumeau
El chalumeau (també anomenat caramella) era un nom genèric a l'edat mitjana i al Renaixement, que donava nom a tot instrument de vent de fusta format per un tub cònic o cilíndric i una canya doble o simple. Durant l'època barroca i clàssica, el chalumeau s'especifica en un instrument de forma cilíndrica i amb canya simple. És doncs, el nom donat als primers clarinets que han mantingut aquest nom pel seu registre greu.

## Història i evolució
Tot i que paraula chalumeau s'utilitzava a França ja des del segle xii per referir-se a diferents flautes de canya simple o doble, l'evolució del chalumeau barroc s'atribueix al fabricant de Nuremberg Johann Christoph Denner, al que també es considera un dels primers fabricants de clarinets. Aquest instrument va ser extremadament popular entre els músics de Viena del segle xviii. Va conviure unes quantes dècades amb el clarinet fins que aquest el va substituir.
El chalumeau és un instrument que va anar evolucionant per acabar obtenint l'actual clarinet.
A la prehistòria ja s'utilitzaven les fulles de cinta per utilitzar-les com les actuals llengüetes que sonaven quan les bufaven. No és fins l'època mesopotàmica (aproximadament el 3000 a.C) quan es troben mosaics instruments musicals. La majoria eren instruments de corda, tot i que n'hi havia alguns de vent dels quals no se'n coneix en nom. Després, a l'antic Egipte, es coneixen diferents instruments de vent, tots antecessors del clarinet (com el Chalumeau) o l'oboè que anomenaven "ma". Eren instruments amb forma de tub que es feien sonar bufant i tapant els forats que s'havien fet prèviament segons la nota que volies obtenir. Després de tot això a l'Edat Mitjana es troben diferents instruments similars al Chalumeau. Per exemple un que tenia set forats anomenat Chamelele. No se sap segur si funcionava amb una llengüeta simple o doble. Era un instrument del mateix tipus que el Caramillo que s'utilitzava al segle xvii a França.
Després de l'Edat Mitjana arriba el Barroc, període en què la música pateix una revolució. Va ser aleshores quan el chalumeau es deixa força de banda tot i que es segueix utilitzant, ja que tenia una afinació i so molt bo. Les seves característiques es mantenen fins a finals del segle xvii. El chalumeau francès va evolucionar i va començar a anomenar-se també Denner, nom provinent de l'autor dels canvis que va fer a l'instrument per a millorar-lo, Nuremberg Johann Christoph Denner.
El primer canvi que va fer, va ser substituir la llengüeta a la cambra sonora i la va col·locar a un costat de l'embocadura perquè estigués en contacte amb la boca de l'instrumentista. Així la podia controlar. Això va permetre al seu fill donar forma a l'embocadura del Chalumeau, que es com la que s'utilitza actualment pel clarinet. La llengüeta era llarga i la punta arrodonida, acoblada a l'embocadura amb l'ajuda d'un cordill que més endavant s'ha substituït per una abraçadora de clarinet.
Un altre canvi que Denner va fer, va ser amb la finalitat d'ampliar el registre de l'instrument. Va fer un petit forat a la part del darrere superior del tub que es pogués tapar o destapar amb l'ajuda d'una clau o palanca. El resultat que esperava era aconseguir una octava, però va obtenir una dotzeava. A conseqüència d'això, l'absència de sons entre els registres va fer fer a Denner un altre forat. Igual que l'anterior funcionava també amb una segona clau. Amb aquesta podia obtenir un "La" i amb les dues claus un "Si bemoll".

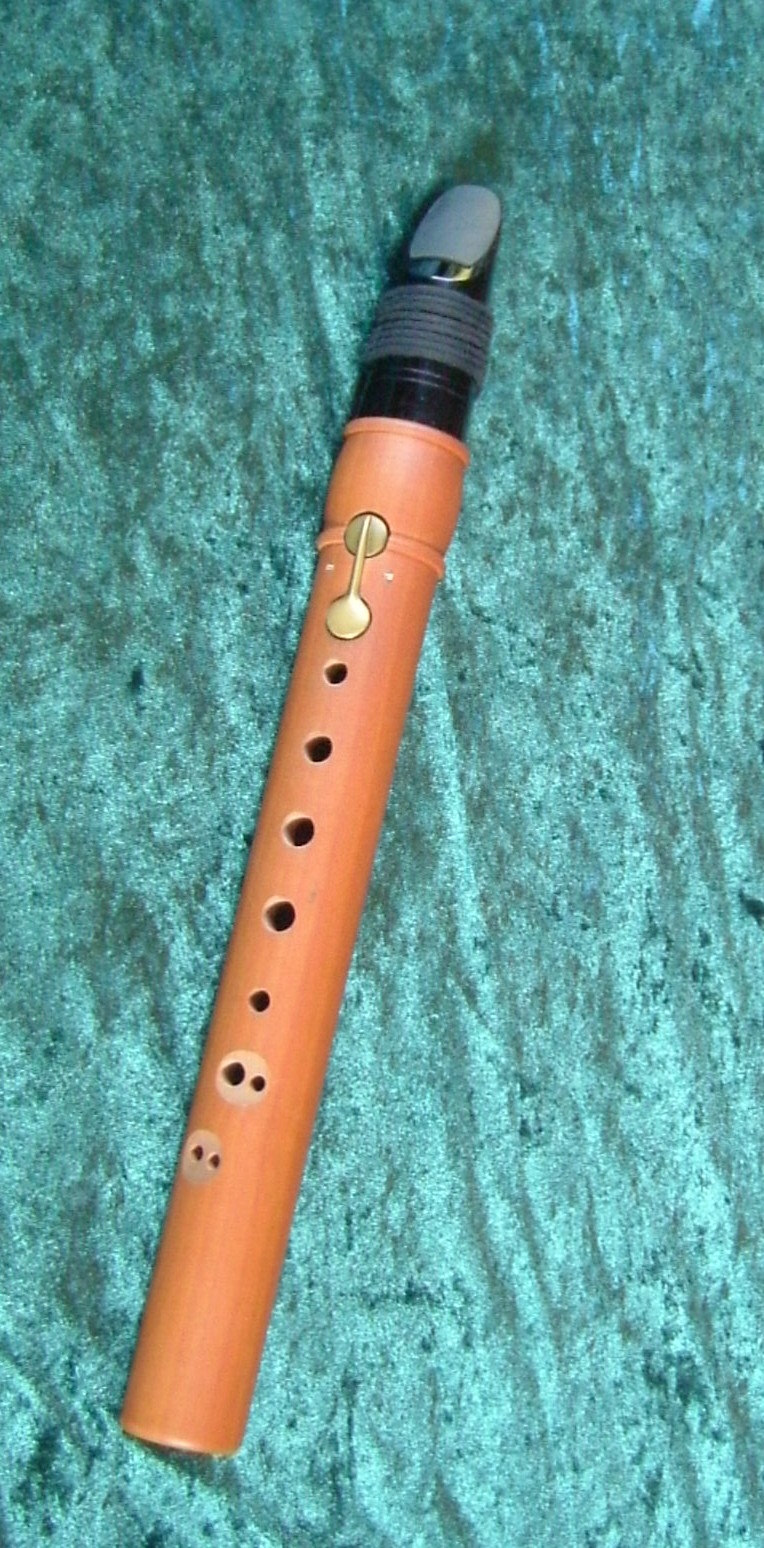
En aquesta imatge es veu un chalumeau amb la primera clau (permetia fer la nota La) i el cordill a l'embocadura que feia d'abraçadera.

Amb l'objectiu d'aconseguir més resonància en el registre greu del chalumeau, Denner va afegir al final del tub una peça cònica en forma de campana similar a la de la trompeta. Després d'això, l'instrument va passar a dir-se clarinet, i van ser diverses persones les que van millorar el clarinet fins a obtenir el sistema actual.

## Característiques dels Chalumeaux
El chalumeau és un instrument barroc de vent fusta amb una embocadura amb llengüeta o canya simple, molt similar a la del clarinet. Tenia set forats i dos claus.
Acostumava a fer-se amb fusta de boix, cirerer, perera o banús. Les mides de l'instrument eren força diverses i es feien en tres o quatre peces. La mida de les embocadures també variava, igual que les parets interiors. La canya estava situada sota el llavi superior, al contrari d'avui en dia, i la subjectaven amb un cordill. Les sabatilles de les dues úniques claus, eren de pell o cuir. Normalment estaven afinats en Do, Si bemoll o Re i no tant sovint en Mi bemoll o Fa.
La mida d'aquest instrument podia variar. Això vol dir que tenien un ampli ventall de tipus de Chalumeaux. És a dir encara que l'instrument fos sempre igual i les digitacions es mantinguessin sempre, com més llarg era l'instrument, més greu sonava. Això s'aconseguia jugant amb les mesures.
- Chalumeau soprano (el més curt, per tant més agut)
- Chalumeau alt (més llarg que el soprano)
- Chalumeau tenor (era més llarg encara, per tant sonava més greu que el soprano i l'alt)
- Chalumeau baix (era el més llarg, per tant el que podia sonar més greu)[6]

Dins del mateix tipus de chalumeau, podien jugar amb alguns centímetres més o menys per tal d'afinar-los en les tonalitats anteriors.

## Compositors i obres per a chalumeau
El repertori per chalumeau és abundant i el trobem bàsicament en dos centres diferents: per una banda a Viena, on compositors d'òpera com Bononcini, Caldara, Fux, etc., utilitza sovint el chalumeau per combinar-lo amb la veu humana i d'altra banda Hamburg i Darmstadt, on Telemann i Graupner van mostrar una preferència pels chalumeaux de baixa tessitura.
Les primeres obres eren bàsicament solos i duets, figuren en una col·lecció anònima publicada per Frenchman Eistien Roger a Amsterdam entre 1712 i 1715. Giovanni Bononcini va ser dels primers compositor en incloure un Chalumeau en la seva obra, concretament, a l'òpera Endimione de 1706.
Altres músics que van començar a utilitzar el Chalumeau a les seves obres van ser Caldara, Conti, Camilla di Rossi i Ariosti tot i que sense cap dubte el compositor més representatiu d'obres per aquest instrument va ser Joseph Fux, que va experimentar amb ell a les seves òperes. Vivaldi, Haendel i Telemann també van compondre obres pel Chalumeau, tot i que progressivament el clarinet va anar guanyant pes en les seves obres, ja que era un instrument amb és registres i una sonoritat més rica.
El paper del chalumeau en les obres per orquestra que es van compondre, s'utilitzava per acompanyar els moments més sublims, sobretot en òperes tot i que a poc a poc, aquest paper va reprès pels clarinets. El registre del chalumeau a les obres es va acotar, aïllar bastant i va ser tractat amb molt de compte degut el gran contrast que oferia la seva entonació i ressonàncies.
S'han recuperat aproximadament 250 obres per aquest instrument.